# Araceli Morales López
Araceli Morales López, née à Carthagène des Indes, est une femme politique colombienne.
Elle a été ministre de la Culture sous la présidence d'Andrés Pastrana Arango, avant de devenir consul général de Colombie en Argentine en 2016, puis d'être nommée ambassadrice de Colombie à Cuba en 2017.
Elle a également été directrice générale de la Sociedad de Autores y compositores de Colombia (SAYCO).